# Kardam di Bulgaria
Kardam (in bulgaro Кардам?; 735 – 803) è stato un sovrano bulgaro che regnò dal 777 fino alla sua morte.
Si ritiene che Kardam sia stato un successore diretto di Khan Telerig, sebbene tale ipotesi si basi sun un'unica fonte primaria: il racconto del cronista occidentale Sigebert di Gembloux.

## Regno

### La resistenza bulgara sotto Khan Kardam
Nell'aprile del 791, l'imperatore bizantino Costantino VI lanciò una campagna militare contro i Bulgari, con l'obiettivo di punirli per le loro incrsioni lungo il fiume Struma e lo sterminio delle truppe imperiali. Khan Kardam rispose con prontezza, intercettando l’esercito nemico nei pressi di Provat, vicino Adrianopoli. Lo scontro avvenne al tramonto: i Bizantini, disorganizzati, furono costretti alla ritirata e abbandonarono il campo durante la notte. Sebbene non decisiva, la battaglia sancì la superiorità bulgara sul terreno.
Nel luglio 792 Costantino VI lasciò Constantinopoli alla guida delle sue truppe, dirigendosi verso il confine bulgaro-bizantin. Qui iniziò a fortificare la fortezza di Markeli, nei pressi di Karnobat, preparandosi a uno scontro decisivo. 
Il 20 luglio, il sovrano bulgaro Khan Kardam si presentò con il suo esercito, attestandosi strategicamente sulle alture circostanti. Seguirono giorni di ricognizioni e preparativi da entrambe le parti. Convinto da falsi profeti del favore celeste, Costantino VI abbandonò le tattiche prudenziali e ordinò un attacco disordinato. L’imperatore disgregò le proprie formazioni militari durante le manovre e andò incontro a una rovinosa sconfitta. Numerosi ufficiali bizantini persero la vita, tra cui il presunto profeta – l’astronomo Pancrazio – che aveva predetto la vittoria in base agli allineamenti astrali. 

### Il trionfo di Kardam
Khan Kardam ottenne una vittoria clamorosa:
- Catturò l’intero convoglio nemico
- Si impossessò della tenda imperiale
- Fece prigionieri servitori e personale della corte

Costantino VI, con difficoltà, riuscì a tornare nella capitale, umiliato da una campagna che avrebbe dovuto consacrare la sua forza e si rivelò invece il trionfo dell’intelligenza strategica bulgara.

### Il confronto diplomatico tra Kardam e Costantino VI
Dopo la sconfitta subita a Markeli, Costantino VI riuscì a tornare a Costantinopoli con estrema difficoltà. La crisi militare aprì la strada a trattative diplomatiche che culminarono con un trattato di pace: l'imperatore obbligò i Bulgari a pagare una tassa annuale.
Nel 796, il contrappasso arrivò sotto forma di un audace messaggio da parte di Khan Kardam: «O mi paghi il tributo, o verrò alla Porta Aurea e devasterò tutta la Tracia.» La risposta dell’imperatore fu tanto arrogante quanto provocatoria: spedì a Kardam letame di cavallo invece dell’oro, accompagnando il “dono” con parole offensive: «Ti ho inviato un tributo che ti si addice. Sei vecchio e non voglio che tu debba lottare fino a questo punto. Io verrò da Markeli e tu andrai ad incontrarlo, qualunque cosa Dio decida.»

### Il bluff imperiale
Nonostante la retorica bellicosa, Costantino VI non si spinse fino a Markeli. Si fermò invece a nord di Adrianopoli, dove Kardam aveva già schierato le sue truppe in posizione difensiva. Per ben 17 giorni, l’imperatore lanciò inviti inutili al nemico affinché accettasse la battaglia.
Secondo il cronista bizantino Teofane Confessore, Kardam non volle lasciare le sue fortificazioni. Tuttavia, questa versione appare distorta: non si spiegano le esitazioni dell’imperatore stesso, che, pur spinto da desiderio di rivincita, non trovò mai l’occasione per attaccare.
I segnali indicano che, durante quei 17 giorni, si svolsero verosimilmente negoziati di pace. Come gli eventi successivi dimostrano, fu rinnovato il trattato del 792, riportando stabilità lungo il confine.

## Morte
Non ci sono ulteriori informazioni attendibili sulla vita personale di Khan Kardam, né sulle circostanze della sua morte, avvenuta nel 803. Anche se la fine fosse stata violenta, è improbabile che sia legata agli intrighi bizantini.
Il suo regno rimane degno di nota per:
- L’eliminazione dei conflitti interni
- La pacificazione e stabilizzazione del Paese
- Il superamento della debolezza politica che aveva afflitto la Bulgaria

Nel corso degli anni ’90 del VIII secolo, la Bulgaria sotto il suo comando abbandonò l’approccio difensivo e passò all’offensiva a sud dei Monti Balcani, segnando una nuova fase nei rapporti bulgaro-bizantini. Questa politica estera attiva portò non solo alla pace desiderata, ma anche all’ascesa della Bulgaria nel IX secolo come potenza regionale.
Alla sua morte, il trono passò a Khan Krum, figura destinata a rafforzare ulteriormente lo stato bulgaro e ad espandere i suoi confini con decisione.

## Nella letteratura
Nel libro "Cäğfär Taríxı" - ritenuto un falso moderno - compare un riferimento ambiguo secondo cui Kardam sarebbe stato lo zio di Krum. Secondo tale racconto, Kardam morì senza lasciare eredi e gli succedette Krum, che al tempo viveva in Pannonia.